# Nadseja Ljapeschka
Nadseja Michajlauna Ljapeschka, geborene Papok (belarussisch Надзея Міхайлаўна Ляпешка (Папок); * 26. April 1989 in Pzitsch, Weißrussische SSR, Sowjetunion) ist eine belarussische Kanutin.

## Karriere
Nadseja Ljapeschka gewann bis auf zwei Ausnahmen sämtliche ihrer Medaillen im Vierer-Kajak auf der 500-Meter-Strecke. Bei den Europameisterschaften 2011 in Belgrad gelang ihr sogleich der Titelgewinn, während sie im selben Jahr bei den Weltmeisterschaften in Szeged den Wettkampf auf dem dritten Platz abschloss. In Zagreb folgte 2012 bei der Europameisterschaft ein zweiter Platz.
Ljapeschka gab im selben Jahr ihr Olympiadebüt in London, wo sie unter ihrem Mädchennamen Nadseja Papok ebenfalls im Vierer-Kajak antrat. Zwar misslang die direkte Finalqualifikation, über das Halbfinale schafften Ljapeschka, Maryna Litwintschuk, Wolha Chudsenka und Iryna Pamjalowa aber letztlich doch den Einzug in den Endlauf. In 1:31,4 Minuten überquerten sie hinter Ungarn und Deutschland als drittschnellste Mannschaft die Ziellinie, womit sich die vier Belarussinnen die Bronzemedaille sicherten.
2013 gewann Ljapeschka bei den Weltmeisterschaften in Duisburg ebenso Bronze wie bei den Europameisterschaften in Montemor-o-Velho. Gleich zwei Goldmedaillen sicherte sie sich dagegen im selben Jahr bei der Sommer-Universiade in Kasan, als sie im Vierer-Kajak sowohl über 200 Meter als auch über 500 Meter siegte. Im Folgejahr wiederholte sie bei den Weltmeisterschaften in Moskau den Gewinn der Bronzemedaille auf der 500-Meter-Distanz. 2015 wurde sie in Mailand erstmals Weltmeisterin im Vierer-Kajak. Im Jahr 2016 wurden zwar wegen der Olympischen Spiele in Rio de Janeiro keine Weltmeisterschaften ausgetragen, Ljapeschka sicherte sich aber bei den Europameisterschaften zwei Medaillen. Auf der 500-Meter-Strecke belegte sie mit dem Vierer-Kajak den zweiten und mit dem Zweier-Kajak zusammen mit Maryna Litwintschuk den dritten Platz.
Bei den Olympischen Spielen in Rio trat Ljapeschka im Gegensatz zu 2012 in zwei Wettbewerben an. Mit Maryna Litwintschuk bestritt sie die Rennen im Zweier-Kajak. Ihren Vorlauf beendeten sie nur auf Rang vier, gewannen anschließend aber ihren Halbfinallauf in 1:42,285 Minuten. Im Finale blieben sie als Sechste weit hinter den Podesträngen, ihre Laufzeit von 1:46,967 Minuten war 1,7 Sekunden langsamer als die der drittplatzierten Polinnen. Wie schon 2012 gelang Ljapeschka dafür mit dem Vierer-Kajak ein Medaillengewinn. Mit Marharyta Machnewa, Maryna Litwintschuk und Wolha Chudsenka gewann sie zunächst ihren Vorlauf und zog direkt in den Endlauf ein. Dort kam es auf den ersten drei Plätzen zu einer Wiederholung der Ergebnisse von 2012: Ungarn gewann erneut die Goldmedaille vor Deutschland, während für die Belarussinnen nach einer Laufzeit von 1:36,908 Minuten der Gewinn der Bronzemedaille blieb.
2018 sicherte sich Ljapeschka bei den Europameisterschaften in Belgrad im Vierer-Kajak auf der 500-Meter-Strecke Silber und belegte auch ein Jahr darauf bei den Weltmeisterschaften in Szeged den zweiten Platz. Im selben Jahr gewann sie auch bei den Europaspielen in Baku in dieser Disziplin die Silbermedaille.